# 麻村站
麻村站是南宁轨道交通1号线的地铁车站，位于中华人民共和国广西壮族自治区南宁市青秀区民族大道与园湖南路交叉口地下。该站在2016年12月28日南宁轨道交通1号线西段通车时开放载客，设有4个出入口和1个岛式站台。

## 设施

### 结构
麻村站设有2层，地面为出入口，地下一层为站厅，地下二层为1号线月台（往石埠／火车东站）的位置。
| 地面     | 出入口                    | 出入口                   |
| 地下一层 | 大堂                      | 客服中心、商店、自助服務 |
| 地下二层 |                           | █ 1号线列車往石埠方向    |
| 地下二层 | 島式月台                  |                          |
| 地下二层 | █ 1号线列車往火车东站方向 |                          |

### 出入口
麻村站形似狹長的方形，設有4個出入口，其中A出入口设有无障碍电梯。
| 出口編號            | 建議前往的目的地                                                                                         |
| ------------------- | --- |
| A出入口             | 民族大道、园湖南路、新竹路、鲤湾路、广西人民广播电台、广西电视台、教育厅幼儿园、广西幼儿师范高等专科学校 |
| B出入口             | 园湖路西一里、星湖小学、劳动保障大厦、广西药物滥用监测中心                                               |
| C出入口             | 园湖路东一里、麻村综合商场、广西邮电设计院宿舍、德宝大厦                                                 |
| D出入口             | 夏威夷大酒店、气象大厦、星湖派出所                                                                       |
| 注： 設有无障碍电梯 | |

## 服务及接驳公交
1号线列车每班车的间隔时间為8分钟。从麻村站开往火车东站的首班车在每天上午6时48分开出，末班车在每天晚上10时33分开出；开往石埠站的首班车在每天上午6时36分开出，而末班车则在每天晚上10时22分开出。
乘客可在本站周围换乘南宁公交6、8、11、14、20、33、34、47、60、65、79、86、211、215、704等16条公交线路。